# هايلي ساليس
هايلي ساليس (بالإنجليزية: Hayley Sales)‏ (من مواليد 31 اغسطس 1986 في واشنطن، الولايات المتحدة) هي مغنية وكاتبة أغاني وممثلة أمريكية كندية.

## روابط خارجية
- هايلي ساليس على موقع IMDb (الإنجليزية)
- هايلي ساليس على موقع ميوزك برينز (الإنجليزية)
- هايلي ساليس على موقع أول ميوزيك (الإنجليزية)
- هايلي ساليس على موقع ديسكوغز (الإنجليزية)
- هايلي ساليس على موقع قاعدة بيانات الفيلم (الإنجليزية)